# Leslie Lamport

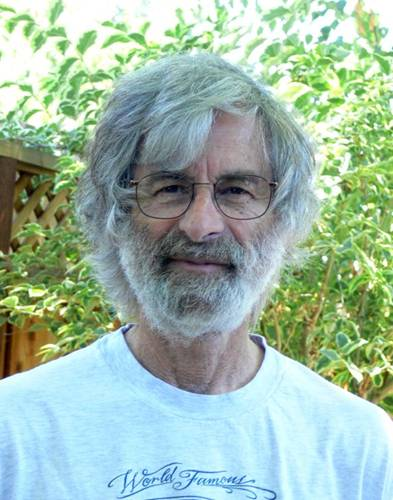
Leslie Lamport

Leslie Lamport (* 7. Februar 1941 in New York) ist ein US-amerikanischer Mathematiker, Informatiker und Programmierer. 2013 erhielt er den Turing Award für seine Beiträge zur Theorie und Praxis verteilter und nebenläufiger Systeme.

## Leben
Lamport schloss 1960 am Massachusetts Institute of Technology mit dem Bachelor in Mathematik ab. 1962 bis 1965 arbeitete er in Teilzeit für die Mitre Corporation. 1963 erlangte er an der Brandeis University zunächst einen MA-Abschluss (Master of Arts) und wurde 1972 bei Richard Palais in Mathematik promoviert (The Analytic Cauchy Problem with Singular Data). Lamport war 1965 bis 1969 Professor für Mathematik am Marlboro College und arbeitete 1970 bis 1977 für Massachusetts Computer Associates. 1977 bis 1985 war er bei SRI International und 1985 bis 2001 bei der Digital Equipment Corporation/Compaq (als Senior Consulting Engineer). Seit 2001 arbeitet er für Microsoft Research.

## Werk
Lamport ist als Entwickler von LaTeX bekannt. In der Theoretischen Informatik hat er unter anderem in folgenden Bereichen geforscht:
- In der Formalen Semantik beschäftigte er sich mit Korrektheitsbeweisen für Parallele Algorithmen.
- Im Bereich Verteilte Systeme untersuchte er vor allem die Prozesssynchronisation (siehe auch Lamport-Uhr, Sequentielle Konsistenz, Schnappschussalgorithmus, Byzantinischer Fehler).
- In die Temporale Logik führte er die Temporale Logik der Aktionen (TLA) ein.
- In der Kryptologie entwickelte er 1979 zusammen mit Whitfield Diffie das Lamport-Einmal-Signaturverfahren.

## Schriften
- LaTeX: a document preparation system, Addison-Wesley 1986, 2. Auflage 1994
- Specifying systems: the TLA+ language and tools for hardware and software engineers, Addison-Wesley 2003
- Time, Clocks and the Ordering of Events in a Distributed System: Erstmals veröffentlicht in: Communications of the ACM 21, 7 (July 1978), S. 558–565. Neu aufgelegt u. a. in Distributed Computing: Concepts and Implementations, McEntire et al., ed. IEEE Press, 1984.
- The Writings of Leslie Lamport, kommentierte Liste der Veröffentlichungen von Leslie Lamport

## Auszeichnungen
- Mitglied der National Academy of Engineering (1991)
- PODC Influential Paper Award (2000, heute Dijkstra-Preis)
- Ehrendoktor, Universität Rennes 1 (2003)
- Ehrendoktor, Christian-Albrechts-Universität zu Kiel (2003)
- Ehrendoktor, École polytechnique fédérale de Lausanne (2004)
- Ehrendoktor, Università della Svizzera italiana, Lugano (2006)
- IEEE Emanuel R. Piore Award (2004)
- Dijkstra-Preis (2005)
- Ehrendoktor, Université Henri Poincaré, Nancy (2007)
- IEEE John-von-Neumann-Medaille (2008)
- Mitglied der National Academy of Sciences (2011)
- ACM A.M. Turing Award (2013)
- Dijkstra-Preis (2014)
- Mitglied der American Academy of Arts and Sciences (2014)
- Fellow des Computer History Museum (2019)